# Darnell Nurse
Darnell Nurse (ur. 4 lutego 1995 w Hamilton) – kanadyjski hokeista występujący na pozycji obrońcy w Edmonton Oilers z National Hockey League (NHL).

## Kariera
Darnell Nurse został wybrany przez Edmonton Oilers z 7. numerem w NHL Entry Draft 2013. Pod koniec lipca 2013 zawodnik uzgodnił z drużyną z Edmonton warunki pierwszego, 3-letniego kontraktu w NHL. We wrześniu 2018 zawodnik podpisał z Oilers 2-letni kontrakt.

## Rodzina
Jego siostra, Kia Nurse, jest koszykarką grającą w WNBA, a wujek, Donovan McNabb, byłym quarterbackiem w Philadelphia Eagles. Ojciec Darnella, Richard Nurse, grał jako wide receiver w występującej w Canadian Football League drużynie Hamilton Tiger-Cats.

## Statystyki

### Sezon zasadniczy i play-off
| 2010–11     | St. Michael's Buzzers       | OJHL        | 2   | 0  | 0  | 0  | 4   | —  | — | — | — | —  |
| 2011–12     | Sault Ste. Marie Greyhounds | OHL         | 53  | 1  | 9  | 10 | 61  | —  | — | — | — | —  |
| 2012–13     | Sault Ste. Marie Greyhounds | OHL         | 68  | 12 | 29 | 41 | 116 | 6  | 1 | 3 | 4 | 6  |
| 2013–14     | Sault Ste. Marie Greyhounds | OHL         | 64  | 13 | 37 | 50 | 91  | 9  | 3 | 5 | 8 | 12 |
| 2013–14     | Oklahoma City Barons        | AHL         | 4   | 0  | 1  | 1  | 0   | 3  | 0 | 1 | 1 | 7  |
| 2014–15     | Edmonton Oilers             | NHL         | 2   | 0  | 0  | 0  | 0   | —  | — | — | — | —  |
| 2014–15     | Sault Ste. Marie Greyhounds | OHL         | 36  | 10 | 23 | 33 | 58  | 14 | 3 | 5 | 8 | 26 |
| 2015–16     | Bakersfield Condors         | AHL         | 9   | 0  | 2  | 2  | 7   | —  | — | — | — | —  |
| 2015–16     | Edmonton Oilers             | NHL         | 69  | 3  | 7  | 10 | 60  | —  | — | — | — | —  |
| 2016–17     | Edmonton Oilers             | NHL         | 44  | 5  | 6  | 11 | 33  | 13 | 0 | 2 | 2 | 6  |
| 2017–18     | Edmonton Oilers             | NHL         | 82  | 6  | 20 | 26 | 67  | —  | — | — | — | —  |
| NHL łącznie | NHL łącznie                 | NHL łącznie | 197 | 14 | 33 | 47 | 160 | 13 | 0 | 2 | 2 | 6  |

### Międzynarodowe
| Rok                | Drużyna            | Turniej            | Wynik              | M  | G | A | Pkt | Min |
| ------------------ | ------------------ | ------------------ | ------------------ | -- | - | - | --- | --- |
| 2012               | Canada Ontario     | U-17               | 1st                | 5  | 1 | 2 | 3   | 8   |
| 2012               | Kanada             | MŚ U-18            | 1st                | 7  | 0 | 0 | 0   | 14  |
| 2012               | Kanada             | IH18               | 1st                | 5  | 0 | 0 | 0   | 4   |
| 2015               | Kanada             | MŚ U-20            | 1st                | 7  | 0 | 1 | 1   | 6   |
| Juniorskie łącznie | Juniorskie łącznie | Juniorskie łącznie | Juniorskie łącznie | 24 | 1 | 3 | 4   | 32  |